# Mants
Mants (en rus: Манц) és un poble (un possiólok) de Calmúquia, a Rússia, segons el cens del 2012 tenia 92 habitants. Pertany al districte municipal de Priiútnoie.